# 佩西河
佩西河是俄羅斯的河流，屬於恰戈多夏河的右支流，由諾夫哥羅德州和沃洛格達州負責管轄，河道全長145公里，流域面積2,730平方公里，河水主要來自融雪，每年十一月至翌年五月結冰。